# گز گل‌ریز
گز گل‌ریز (نام علمی: Tamarix parviflora) نام یک گونه از سرده گز است.